# بالا دوری دوم
بالا دوری دوم (به لاتین: Bala Duri-ye Dovvom) یک منطقهٔ مسکونی در افغانستان است که در ولایت بغلان واقع شده‌است.